# Santiago Porteiro
Santiago Porteiro Pérez (Castellón de la Plana, España; 12 de diciembre de 1979) es un expiloto de automovilismo español que fue campeón de la Fórmula Nissan 2000 y subcampeón de la Fórmula SuperToyota. Actualmente dirige junto a su hermano, el también expiloto Félix Porteiro, la escudería especializada en tests Porteiro Motorsport.

## Trayectoria

### Karting
Porteiro comenzó su carrera en el automovilismo en karting de la mano de su padre a principios de los noventa, en 1994 empezó a destacar al proclamarse campeón de España Inter-Regional Senior y clasificarse para las carreras finales de los campeonatos de Europa y del mundo en la categoría Junior. Durante las cuatro temporadas siguientes participó en los campeonatos del mundo de Fórmula A y en 1996 quedó tercer clasificado del Campeonato de España de Karting en la modalidad Senior.

### Fórmulas
En 1998 hizo el cambio a los monoplazas, participando en la Fórmula SuperToyota, donde en la temporada siguiente lograría proclamarse subcampeón a tan sólo 7 puntos de su compañero de equipo Jordi Nogués, que se llevó el campeonato. De la mano de Elide Racing subió al Open Telefónica by Nissan donde disputaría cinco de los ocho fines de semana de carreras de la temporada, siendo excluido de la ronda del Jarama, para terminar en posiciones traseras del campeonato. 
En 2001 cambiaría su suerte al ser fichado para la escudería Vergani Racing, considerada una de las mejores del campeonato. Consiguió estar en el podio tres veces a lo largo de la temporada, pero no logró ninguna victoria, cosa que contrastaba con su compañero de equipo Tomas Scheckter quien prácticamente hizo podio en todas las carreras y se estuvo disputando el campeonato con el francés Franck Montagny. Vergani decidió bajarlo del coche para 2002 en favor de darle una oportunidad a su hermano Félix, y Santiago tuvo que bajar un escalón disputando la Fórmula Nissan 2000 con Meycom. Aquí el castellonense no decepcionó y se hizo con el campeonato por tan sólo un punto de ventaja sobre el italiano Matteo Bobbi. Ganó dos carreras en Circuit Ricardo Tormo y dos en el Autodromo Nazionale Monza, así como también logró cinco podios. 
Tras este logro, en 2003, Porteiro volvió a subir a las World Series by Nissan, siendo fichado para disputar la temporada completa con Adrián Campos Motorsport. Con un quinto puesto en Monza como mejor resultado y sólo pudiendo quedar en los puntos en dos ocasiones más, fue decimosexto en la clasificación final con 16 puntos en la peor temporada de Campos (y última) en la categoría.

## Porfesa Competición
En 2002, Santiago Porteiro (senior) creó la escudería Porfesa Competición para disputar el Campeonato de España de Fórmula Junior 1600 con el mánager Froilán de la Fuente y los pilotos Roldán Rodríguez, Rafael Gallego y Santiago García. Quedarían subcampeones de escuderías esa temporada y también en la siguiente. Siguiendo con la ascensión de Roldán, Porfesa se inscribiría en la temporada 2004 de World Series V6, pero la escudería tuvo que retirarse de la temporada tras la sexta ronda, debido a problemas económicos causados por la marcha del vallisoletano a la Fórmula 3 Española. Fue aquí donde Santiago reapareció para disputar con Porfesa la ronda de casa en el Circuito Ricardo Tormo, donde clasificó quinto en la primera carrera y abandonó en la segunda.
En 2005, Porfesa se inscribe en la Eurocup Mégane Trophy con Santi como piloto, participaron en ella en la primera mitad de la temporada. Un sexto puesto en Valencia fue su mejor resultado y acabó decimoséptimo en el campeonato con 10 puntos.

## Porteiro Motorsport
Aprovechando la ya estructura de Porfesa creada previamente, Santi Porteiro se unió a ella en 2006 como gerente, seleccionador y entrenador de pilotos tras abandonar su trayectoria como piloto, momento en que se cambió el nombre público a Porteiro Motorsport. Félix repetiría ese movimiento en 2010 y juntos se han centrado desde entonces a formar a pilotos y realizar múltiples jornadas de tests, sobre todo con fórmulas y en circuitos del este de España.
A pesar de que principalmente han dado apoyo técnico a otros equipos, en ciertas ocasiones también se han inscrito en alguna competición, como por ejemplo con el piloto colombiano Carlos Muñoz en el European F3 Open, en el IberGT 2012 o poniendo un Mercedes-AMG GT3 en una ronda del International GT Open 2018.

## Resumen de trayectoria
| Temporada | Series                            | Escudería                | Carreras | Victorias | Poles | VR | Podios | Puntos | Pos. |
| --------- | --------------------------------- | ------------------------ | -------- | --------- | ----- | -- | ------ | ------ | ---- |
| 1998      | Fórmula SuperToyota               | Lozano Sport - A.C.C.    | 8        | 0         | 0     | 0  | 0      | 36     | 12.º |
| 1999      | Fórmula SuperToyota               | Movistar Racing Fórmula  | 9        | 4         | 0     | 4  | 6      | 196    | 2.º  |
| 2000      | Open Telefónica by Nissan         | Elide Racing             | 10       | 0         | 0     | 0  | 0      | 6      | 18.º |
| 2001      | Open Telefónica by Nissan         | Vergani Racing           | 16       | 0         | 0     | 0  | 3      | 66     | 8.º  |
| 2002      | Fórmula Nissan 2000               | Repsol Meycom            | 13       | 4         | 0     | 6  | 9      | 168    | 1.º  |
| 2003      | World Series by Nissan            | Adrián Campos Motorsport | 17       | 0         | 0     | 0  | 0      | 16     | 16.º |
| 2004      | World Series by Nissan            | Porfesa Competición      | 2        | 0         | 0     | 0  | 0      | 6      | 18.º |
| 2005      | Eurocopa Mégane Trophy            | Porfesa Competición      | 8        | 0         | 0     | 0  | 0      | 10     | 17.º |
| 2007      | Campeonato de España IberGT - GTA | Santiago García          | 2        | 1         | 0     | 0  | 1      | ?      | ?    |
| Fuente:   |                                   |                          |          |           |       |    |        |        |      |